# ブロードウェイと銃弾
『ブロードウェイと銃弾』（ブロードウェイとじゅうだん、Bullets Over Broadway）は、1994年のアメリカ合衆国のクライム・コメディ映画。ウディ・アレンとダグラス・マクグラスによる脚本で、ウディ・アレンが監督したが出演はしていない。グランドホテル方式の演出で、ジョン・キューザック、ダイアン・ウィースト、チャズ・パルミンテリ、ジェニファー・ティリーなどが出演した。
アカデミー賞においてアレンとマクグラスが脚本賞、アレンが監督賞、ティリーが助演女優賞、パルミンテリが助演男優賞にノミネートされ、ダイアン・ウィーストが助演女優賞を受賞した。ウィーストにとってアレン監督作品でアカデミー賞を受賞するのはこれで2回目となった。
2014年3月11日、ブロードウェイでミュージカル版『ブロードウェイと銃弾』のプレビュー公演が開始し、4月10日に正式に開幕した。

## ストーリー
1928年、理想主義者の劇作家であるデビッド(ジョン・キューザック)は、やっと自分の戯曲『God of Our Fathers 』をブロードウェイの舞台にかけることに成功し張り切っている。しかし、出資者はマフィアの親玉ニックで、ろくに台詞もいえない自分の愛人オリーブ(ジェニファー・ティリー)を主演に据えろと要求したり、プライドの高い主演女優ヘレンは脚本を書き換えろと色仕掛けで要求し、オリーブのボディガードのチーチ(チャズ・パルミンテリ)は演出に口を挟んでくる。
最初は口出しをしないでくれと怒ったデビッドだが、チーチの言うことが正しいことに気づき、彼と共に脚本を書き直したおかげで舞台は成功する。一方、デビッドは恋人エレン(メアリー＝ルイーズ・パーカー)に内緒で、アルコール依存症の主演女優ヘレン(ダイアン・ウィースト)の誘惑に負け、主演俳優で過食症のワーナー(ジム・ブロードベント)はオリーブと性的関係を持つ。オリーブに耐え切れなくなったチーチが「俺の芝居を台無しにした」と彼女を殺してしまい、そのことに気付いたニックはチーチの始末を部下に命じる。
本番中の舞台裏で撃たれたチーチは今際の際でデビッドに主人公に最後に言わせる台詞を伝える。チーチによる脚色で舞台は大成功を収めるが、それまで浮かれた状態にあったデビッドはようやく正気を取り戻し、エレンの元に戻る。

## キャスト
| 役名                   | 俳優                               | 日本語吹替 |
| ---------------------- | ---------------------------------- | ---------- |
| デビッド・シェーン     | ジョン・キューザック               | 田中秀幸   |
| ヘレン・シンクレア     | ダイアン・ウィースト               | 此島愛子   |
| オリーブ・ニール       | ジェニファー・ティリー             | 安達忍     |
| チーチ                 | チャズ・パルミンテリ               | 大塚明夫   |
| エレン                 | メアリー＝ルイーズ・パーカー       | 日野由利加 |
| ジュリアン・マークス   | ジャック・ウォーデン               | 阪脩       |
| ニック・ヴァレンテ     | ジョー・ヴィテレリ                 | 渡部猛     |
| シェルドン・フレンダー | ロブ・ライナー                     | 宝亀克寿   |
| イーデン・ブレント     | トレイシー・ウルマン               | 沢田敏子   |
| ワーナー・パーセル     | ジム・ブロードベント               | 川久保潔   |
| シド・ルーミス         | ハーヴェイ・ファイアスタイン       | 加藤精三   |
| ミッチ・サバイン       | ブライアン・マッコナッキー         | 福田信昭   |
| リタ                   | ステイシー・ネルキン               |            |
| ローナ                 | イーディ・ファルコ                 |            |
| 愛ある客               | ベネイ・ヴェナッタ                 |            |
| ヴァイオレット         | デビ・メイザー                     |            |
| リリー                 | マウゴジャータ・ザヤンチュコウスカ |            |
| ロッコ                 | トニー・シリコ                     |            |
| アルド                 | トニー・ダロウ                     |            |

※日本語吹替 - アスミック発売のDVD&VHSに収録

## 製作
映画の舞台はニューヨークのマンハッタンのテューダー・シティ・プレイス5番地の22階にあるメゾネットなどである。
1950年代のアレンの最初のテレビでの活動となるシド・シーザーによるテレビ番組『Caesar's Hour 』のスペシャル番組の長編寸劇に敬意を表し、この寸劇と同名の題名が付けられた。映画の最後のシーンにベネイ・ヴェナッタが登場する。アレンは彼女を好意的な裕福な客役にカメオ出演させた。映画公開から数か月後、彼女は肺癌により亡くなった。

## ミュージカル化
アレンは本作をミュージカル化した。演出および振付は『プロデューサーズ』のスーザン・ストローマンが担当し、製作はレッティ・アロンソンとジュリアン・シュロスバーグの2人が指揮し、楽曲は新たに作曲するのではなく、1920年代と1930年代の曲集『Great American Songbook 』から選ばれた。。ウディ・アレン自らが『ブロードウェイと銃弾』を舞台用に脚色 し、
2013年6月から台本の読み合わせをはじめ、2014年4月10日、ブロードウェイのセント・ジェームズ・シアターで開幕した。デビッド・シェーン役をザック・ブラフ、ニック役をヴィンセント・パストーレが演じ、マリン・メイジーがヘレン・シンクレア役、カレン・ジンバがエデン・ブレント役で出演し、他にブルックス・アシュマンスカ、ベツィ・ウォルフが出演した。音楽監督のグレン・ケリーが『Tain't Nobody's Bus'ness 』、『Running Wild 』、『Let's Misbehave 』、『I Found A New Baby 』などの曲に歌詞を追加した。2014年8月24日、プレビュー33回、本公演156回上演後閉幕した。
日本では、演出を福田雄一、デビッド役を浦井健治、チーチ役を城田優が演じ、日生劇場で2018年2月に初演を迎えた。

## 評価
『ブロードウェイと銃弾』は批評家から高評価を得た。レビュー・サイトのRotten Tomatoesでは97%の高評価で「素晴らしく面白い舞台裏コメディで『ブロードウェイと銃弾』はウディ・アレンの近年の脚本・監督作で最も鋭く最も印象的な作品」と評された。
『ニューヨーク・タイムズ』紙のジャネット・メイスリンは「重大な問題を内に秘めながらも輝かしくエネルギッシュで抱腹絶倒のコメディでアレンがいつもそうであるようにまさにエッジの効いた笑劇』と記した。『バラエティ』誌のトッド・マッカーシーは同様に「禁酒法時代のギャングのメロドラマと恋愛のもつれを描きつつ健全なシーンによりこの舞台裏コメディは活気づけられる」そして「ショービジネスとギャングはアレンの『ブロードウェイのダニー・ローズ』でも良い組み合わせでとても楽しませられる」と記した。『シカゴ・サンタイムズ』のロジャー・イーバートは「『ブロードウェイと銃弾』はアレンのよりシリアスな映画『ウディ・アレンの重罪と軽罪』でもそうであったが、登場人物が殺人を犯してそして無罪になる可能性がある。表裏一体のコメディの側面を見せている。この映画はとても楽しく、そして理論がどこへ向かおうとも最高にすごい」と称賛した。

## 受賞歴

### 受賞
- アカデミー助演女優賞 – ダイアン・ウィースト
- アメリカン・コメディ賞助演女優賞 – ダイアン・ウィースト
- シカゴ映画批評家協会女優賞 – ダイアン・ウィースト
- ダラス・フォートワース映画批評家協会助演女優賞 – ダイアン・ウィースト
- ゴールデングローブ賞 助演女優賞 – ダイアン・ウィースト
- インディペンデント・スピリット賞助演女優賞 – ダイアン・ウィースト
- インディペンデント・スピリット賞助演男優賞 – チャズ・パルミンテリ
- カンザスシティ映画批評家協会賞助演女優賞 – ダイアン・ウィースト
- ロサンゼルス映画批評家協会賞 助演女優賞 – ダイアン・ウィースト
- 全米映画批評家協会助演女優賞 – ダイアン・ウィースト
- ニューヨーク映画批評家協会賞 助演女優賞 – ダイアン・ウィースト
- サンジョルディ賞外国男優賞 – チャズ・パルミンテリ
- 全米映画俳優組合賞助演女優賞 – ダイアン・ウィースト
- テキサス映画批評家協会賞助演女優賞 – ダイアン・ウィースト
- 南東映画批評家協会賞助演女優賞 – ダイアン・ウィースト

### ノミネート
- アカデミー助演男優賞 – チャズ・パルミンテリ
- アカデミー助演女優賞 – ジェニファー・ティリー
- アカデミー監督賞 – ウディ・アレン
- アカデミー脚本賞 – ウディ・アレン、ダグラス・マクグラス
- アカデミー美術賞 – サント・ロカスト、スーザン・ボード
- アカデミー衣裳デザイン賞 – ジェフリー・カーランド
- アメリカ喜劇映画ベスト100[18]
- 10ジャンルのトップ10 – ギャング映画[19]
- 英国アカデミー賞 オリジナル脚本賞 – ウディ・アレン、ダグラス・マクグラス
- ボストン映画批評家協会賞助演女優賞 – ダイアン・ウィースト
- シカゴ映画批評家協会賞助演男優賞 – チャズ・パルミンテリ
- ローレル脚本賞 – ウディ・アレン、ダグラス・マクグラス
- 全米映画俳優組合賞助演男優賞 – チャズ・パルミンテリ